# Pachnoda abyssinica
Espèce
Pachnoda abyssinica est une espèce africaine d'insectes coléoptères de la famille des Scarabaeidae, de la sous-famille des Cetoniinae (cétoines).

## Régime alimentaire
Comme chez les autres cétoines, la larve de Pachnoda abyssinica  vit dans le bois mort (terreau ou bois décomposé). Les adultes se nourrissent de matière végétale (pollens, fruits).